# Hishām Būsherwān
Hishām Būsherwān (in arabo هشام بوشروان‎?; El Aounat, 2 aprile 1981) è un ex calciatore marocchino, di ruolo attaccante.

## Carriera

### Club
Durante la sua carriera ha giocato con varie squadre di club, tra cui anche il Lilla.

### Nazionale
Conta 27 presenze e 5 reti con la nazionale marocchina.

## Palmarès

### Club

#### Competizioni nazionali
- Campionato marocchino: 3

Raja Casablanca: 1999-2000, 2000-2001, 2010-2011
- Coppa del Marocco: 2

Raja Casablanca: 2001-2002, 2004-2005
- Qatar Stars League: 1

Qatar SC: 2002-2003
- Qatar Crown Prince Cup: 1

Qatar SC: 2002
- Coppa di Tunisia: 1

Espérance: 2007-2008
- Campionato saudita: 1

Al-Ittihad: 2008-2009

#### Competizioni internazionali
- CAF Champions League: 1

Raja Casablanca: 1999
- Supercoppa CAF: 1

Raja Casablanca: 1999